# Bono municipal
El bono municipal, conocido comúnmente como Muni Bond, es un bono emitido por un gobierno local o territorio, o una de sus agencias. Generalmente se utiliza para financiar obras 600públicas como carreteras, escuelas, aeropuertos, puertos marítimos y reparaciones de infraestructura. El término "bono municipal" se utiliza con frecuencia en los Estados Unidos, que tiene el mayor mercado de dichos valores negociables en el mundo. A partir de 2011, el mercado del bono municipal se valoró en $3.7 billones. Entre los emisores potenciales se encuentran: estados, ciudades, condados, agencias de reurbanización, distritos con propósitos especiales, distritos escolares, distritos de servicios públicos, aeropuertos y puertos marítimos de propiedad del estado y otras entidades gubernamentales (o grupo de gobiernos) a nivel estatal o por debajo de él, que tengan por lo menos uno de los tres poderes soberanos: el poder para recaudar impuestos, el poder de expropiación o el poder policial. 
Los bonos municipales pueden ser obligaciones generales del emisor o estar garantizados por ingresos específicos. En los Estados Unidos, los ingresos por intereses recibidos que obtienen los titulares de los bonos municipales a menudo se excluyen del ingreso bruto para efectos del impuesto federal sobre la renta, en virtud la Sección 103 del Internal Revenue Code (Código de Impuestos Internos), y también pueden estar exentos del impuesto estatal sobre la renta , según las leyes estatales aplicables a dicho impuesto. La exención estatal y local fue objeto de un litigio en el caso  Department of Revenue of Kentucky v. Davis, 553 U.S. 328 (2008) (Departamento de Hacienda de Kentucky c. Davis).
A diferencia de la emisión de acciones que se llevan al mercado con restricciones de precio hasta que se vende el acuerdo, la mayoría de los bonos municipales son de libre negociación una vez que son adquiridos por el inversor.  Una característica de este mercado es la mayor proporción de pequeños inversores minoristas en comparación con otros sectores de los mercados de valores estadounidenses. Algunos bonos municipales, a menudo con mayor riesgo crediticio, se emiten sujetos a restricciones de transferencia.
Fuera de los Estados Unidos, muchos otros países también emiten bonos similares, a veces llamados bonos de autoridad local o con otros nombres. La característica principal que define tales bonos es que los emite una entidad pública con un nivel de gobierno inferior al soberano. Dichos bonos siguen patrones de mercado parecidos a los bonos estadounidenses. Dicho esto, el mercado de los bonos municipales en los EE.UU. es único para su tamaño, liquidez, estructura legal y tributaria  y protección de la bancarrota otorgada por la Constitución de los EE.UU.

## Historia

### Inicios (años 1800)
Históricamente, la deuda municipal precede a la deuda corporativa por varios siglos, en el primer Renacimiento las ciudades-estado italianas tomaban dinero prestado de las familias de los banqueros más importantes. El endeudamiento de las ciudades estadounidenses data del siglo XIX y los registros de los bonos municipales de EE.UU. indican su uso a principios de los años 1800. Oficialmente, el primer bono municipal registrado fue un bono de obligación general  emitido por la Ciudad de Nueva York para un canal en 1812. Durante la década de 1840, muchas ciudades de EE.UU. estaban endeudadas, y para 1843 las ciudades tenían aproximadamente $25 millones de deuda pendiente.  En las décadas siguientes, el rápido desarrollo urbano demostró un crecimiento igualmente explosivo en la deuda municipal.  La deuda se usó para financiar mejoras urbanas y un sistema creciente de educación pública gratuita.

### Posguerra Civil
Años después de la Guerra Civil, una parte significativa de la deuda local se emitió para construir ferrocarriles. Los ferrocarriles eran empresas privadas y estos bonos eran muy parecidos a los actuales  bonos de ingresos industriales.  Los costos de construcción en 1873 para uno de los más grandes ferrocarriles transcontinentales, el Ferrocarril del Pacífico Norte, cerraron el acceso a nuevo capital. Casi al mismo tiempo, el banco más grande del país en ese momento, cuyo propietario era el mismo inversor del Pacífico Norte, colapsó. Las empresas más pequeñas hicieron lo mismo, así como el mercado de valores.  El pánico de 1873 y los años de depresión que siguieron detuvieron repentina pero temporalmente el rápido crecimiento de la deuda municipal. Como respuesta a los incumplimientos generalizados que se extendieron al mercado del bono municipal del día, se aprobaron nuevas leyes estatales que restringieron la emisión de deuda local.  Varios estados plasmaron estas restricciones en sus constituciones.  Los bonos del ferrocarril y su legalidad fueron ampliamente cuestionados, y esto dio lugar a la solicitud generalizada del mercado de que la opinión de un abogado de bonos calificado acompañara cada emisión.

### Tiempos modernos
Cuando la economía de los EE.UU. volvió a avanzar, la deuda municipal continuó con su impulso, que se mantuvo hasta principios del siglo XX. La Gran Depresión de la década de 1930 detuvo el crecimiento, a pesar de que los incumplimientos no fueron tan severos como en la década de 1870. Hacia la Segunda Guerra Mundial, muchos recursos estadounidenses se destinaron al ejército, y la deuda municipal anterior a la guerra estalló en un nuevo periodo de rápido crecimiento para una variedad de usos cada vez mayor. Hoy, además de los 50 estados y sus gobiernos locales (ciudades, condados, pueblos y distritos escolares), el Distrito de Columbia y los territorios y posesiones de EE.UU. (Samoa estadounidense, el Estado Libre Asociado de Puerto Rico, Guam, las Islas Marianas Del norte, y las Islas vírgenes de los Estados Unidos) pueden emitir bonos municipales y lo hacen.  Otra categoría importante de emisores de bonos municipales, que incluye autoridades y distritos especiales, ha crecido también en número y variedad en los últimos años. Las dos primeras autoridades más importantes fueron la Autoridad del Puerto de Nueva York, establecida en 1921 y rebautizada Autoridad Portuaria de Nueva York y Nueva Jersey en 1972, y el Triborough Bridge Authority (Autoridad del puente de Triborough, ahora, el Triborough Bridge and Tunnel Authority), establecida en 1933. Las emisiones de deuda de estas dos autoridades están exentas de impuestos federales, estatales y locales.

## Tipos de bonos municipales

### Obligaciones generales y bonos de ingresos
Los bonos municipales proporcionan exención de impuestos federales y de muchos estatales y locales, según las leyes de cada estado. Los valores municipales constan de emisiones a corto plazo (a menudo llamadas notas, que normalmente vencen en un año o menos) y emisiones a largo plazo (generalmente conocidas como bonos, con vencimiento mayor a un año). El emisor utiliza las notas de corto plazo con el fin de recaudar dinero por diversas razones: anticipando ingresos futuros como impuestos, pagos de ayudas estatales o federales y futuras emisiones de bonos; para cubrir flujos de efectivo irregulares; cubrir déficits inesperados; y recaudar capital inmediato para proyectos hasta que se pueda disponer de financiación a largo plazo. Los bonos normalmente se venden para financiar proyectos de capital a largo plazo.
Los dos tipos básicos de bonos municipales son:
- Bonos de obligación general: El capital y los intereses están asegurados por la buena fe y crédito del emisor y normalmente respaldados por su poder tributario ilimitado o limitado. En muchos casos, los votantes son quienes aprueban los bonos de obligación general.[1]
- Bonos de ingresos: El capital y los intereses están garantizados por los ingresos procedentes de peajes, gastos o alquileres de la instalación construida con el producto de la emisión del bono. Los proyectos públicos financiados mediante bonos de ingresos incluyen rutas con peajes, puentes, aeropuertos, instalaciones de tratamiento de agua y de aguas residuales, hospitales y viviendas subsidiadas. Muchos de estos bonos son emitidos por autoridades especiales creadas para ese propósito particular. En el caso de los bonos destinados a vivienda pública o programas de vivienda asequible, los fondos recaudados pueden respaldar esquemas de hipotecas sociales o subvencionadas, en los que intervienen intermediarios financieros especializados, como asesores hipotecarios o brokers,[9] que facilitan el acceso de los beneficiarios a dichos programas.[1]

### Build America Bonds
Build America Bonds son bonos municipales gravables creados en virtud de la Ley de Reinversión y Recuperación de Estados Unidos de 2009,  que conllevan créditos fiscales especiales y subsidios federales para el titular del bono o para el emisor.  Muchos emisores han aprovechado la disposición del Build America Bond  para asegurar el financiamiento a un costo menor que con la emisión de bonos tradicionales exentos de impuestos.  La disposición Build America Bond, que expiró el 1 de enero de 2011, estaba abierta a los organismos gubernamentales que emitieran bonos para financiar gastos de capital.

## Proceso tradicional de emisión
Los bonos municipales son títulos valores que se emiten con el propósito de financiar las necesidades de infraestructura del municipio emisor.  Dichas necesidades varían mucho, pero pueden incluir escuelas, calles y carreteras, puentes, hospitales, vivienda pública, alcantarillado, sistemas de agua, servicios de energía y varios proyectos públicos. Tradicionalmente, los bonos municipales se emiten y venden a sus titulares a través de una compleja red de profesionales financieros y legales.

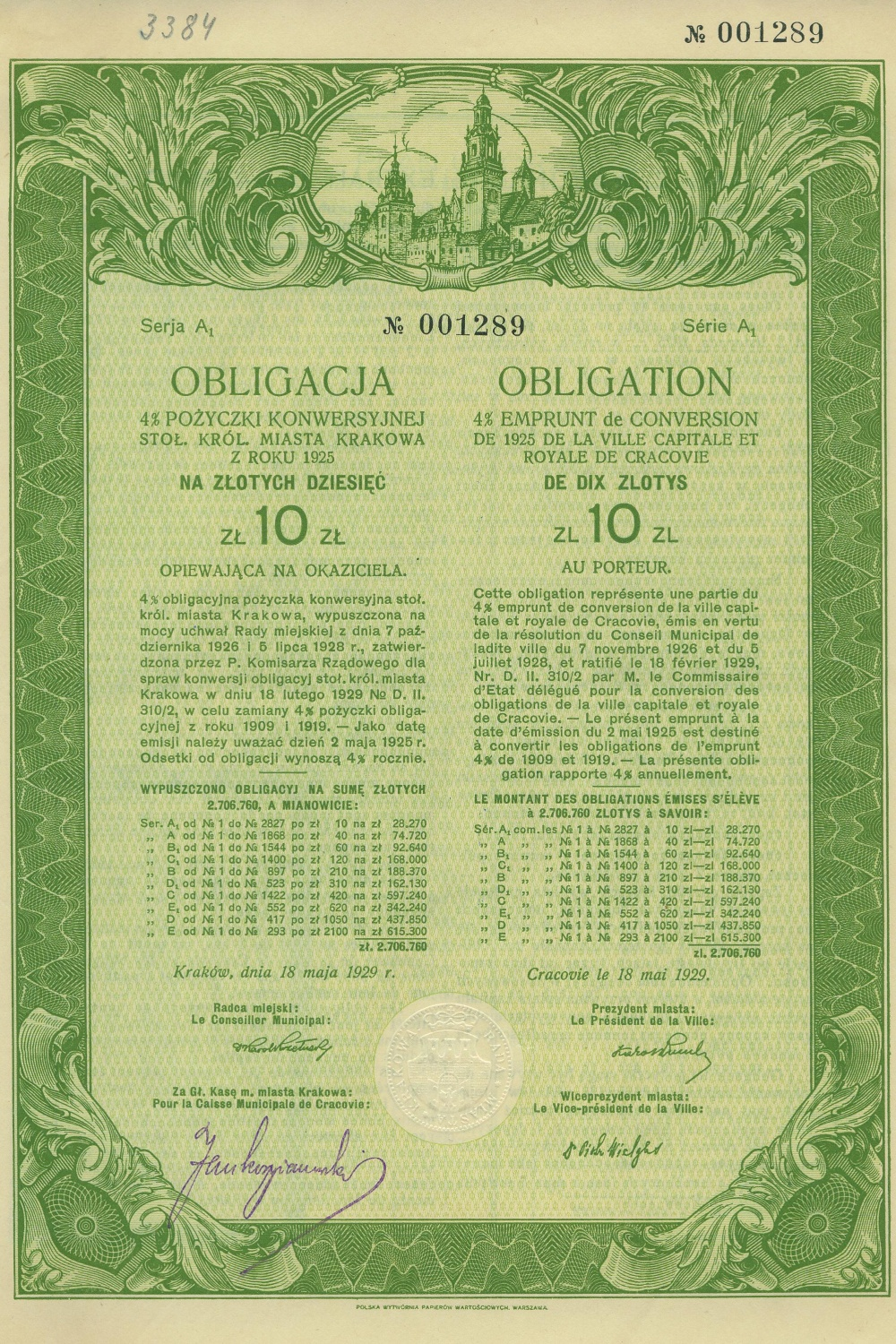
Bono municipal emitido en 1929 por la ciudad de Cracovia (Polonia)

### Emisor municipal
Los organismos públicos que recaudan dinero a través de bonos, como estados, ciudades y condados, se conocen con el nombre de emisores municipales. La capacidad de recaudar dichos fondos se atribuye al poder de compra del emisor municipal. En toda emisión de bonos, el emisor actúa como punto focal y jefe del equipo de financiación, y supervisa la transformación de la idea para un proyecto en una emisión. Sin embargo, en algunos casos, la emisión de bonos para un proyecto público primero tiene que ser aprobada por los votantes.
Los métodos y procedimientos de emisión de deuda municipal se rigen por un amplio sistema de leyes y reglamentos, que varían según el estado. La mayoría de los bonos tienen intereses a una tasa fija o variable, que puede estar sujeta a lo que se conoce como el límite legal máximo; algunos bonos pueden emitirse únicamente con un descuento de emisión original, o un cupón del 0%. Si la emisión se propone en una elección local, se puede suministrar a los votantes un Tax Rate Statement  (Informe de tasa impositiva), que detalle las mejores estimaciones de la tasa impositiva requerida para recaudar y financiar el bono.  En caso de que no se celebren elecciones, según la legislación local aplicable, los votantes pueden tener derecho a solicitar la aprobación de un referéndum (es decir, una votación pública) dentro de un periodo de tiempo específico; los bonos normalmente no se emiten antes del vencimiento de cualquier periodo de referéndum.
El emisor del bono municipal recibe un precio de compra en efectivo en el momento de la emisión a cambio de una promesa de reembolso a los inversores compradores, o a sus cesionarios,  (el titular del bono) a lo largo del tiempo.  Los periodos de reembolso pueden ser cortos de unos pocos meses (aunque esto es muy raro) o de 20, 30 o 40 años, incluso más largos. El emisor suele usar los recursos de la venta de los bonos para pagar proyectos de inversión o para otros fines, que no puede o no desea pagar de inmediato con fondos disponibles.  Las normas fiscales que rigen a los bonos municipales generalmente requieren que todo el dinero recaudado por la venta de los bonos se gaste en proyectos de inversión dentro de los tres a cinco años siguientes a la emisión.  Algunas excepciones permiten la emisión de bonos para financiar otros conceptos como, operaciones en curso y gastos de mantenimiento en algunos casos, la compra de hipotecas unifamiliares y multifamiliares, y la financiación de préstamos estudiantiles, entre muchos otros.
Debido a la situación especial de la mayoría de los bonos municipales concedida en virtud de la sección 103 del Internal Revenue Code (Código de Impuestos Internos), que establece que los intereses sobre dichos bonos no se incluyen en los ingresos brutos, los inversores suelen aceptar pagos de intereses más bajos que en otros tipos de préstamos (con un riesgo comparable). Esto hace de la emisión de bonos una atractiva fuente de financiación para muchas entidades municipales, ya que la tasa de endeudamiento disponible en el mercado municipal o de las finanzas públicas, es con frecuencia inferior a la disponible a través de otros canales de endeudamiento.

### Municipal advisor
En virtud de la Ley Dodd-Frank de reforma de Wall Street y protección del consumidor, los municipal advisors (asesores municipales) asumieron un papel cada vez más importante en la supervisión de las circunstancias financieras y legales que rodean la emisión de bonos. El municipal advisor actúa como fiduciario para la emisión municipal, ocupándose de todos los activos y las finanzas implicadas en el proceso de emisión. Legalmente, el advisor está obligado a representar los intereses del emisor y a servir como fuente de asesoría financiera. Esto implica ofrecer asesoría sobre la estructuración, venta y promoción de los bonos, así como servir de enlace central entre los demás miembros del equipo financiero, en especial las aseguradoras y la agencia de calificación crediticia. A pesar de que los servicios de asesoría financiera municipal han existido desde hace muchos años, los municipal advisors han jugado un papel importante en el proceso de emisión de bonos desde que la Comisión de bolsa y valores promulgó la norma del Municipal Advisor en 2014, que prohíbe algunas comunicaciones entre emisores y agentes bursátiles a menos que se cumpla una de cuatro excepciones, una de ellas es que el emisor haya contratado a un Inependent Registered Municipal Advisor ("IRMA") (Asesor Municipal Registrado Independiente).

### Bond counsel
Después del nombramiento de un municipal advisor, los emisores de bonos reclutan a un grupo de profesionales del derecho para actuar como bond counsel (abogados especializados en bonos) en el equipo financiero. El abogado verifica los detalles legales de la emisión y se asegura de que el organismo emisor cumpla con todas las leyes y normativas aplicables. Como asesor legal oficial para el equipo de negociación, el bond counsel normalmente redactará la documentación básica relativa, incluyendo los contratos de préstamo, escrituras y otros documentos importantes. De esta manera, el bond counsel también se encarga de revisar y asesorar sobre cualquier asunto legal que pueda surgir, e interpretar la manera en que las leyes tributarias afectan la emisión. Por ejemplo, el bond counsel decidirá si una emisión está exenta de impuestos estatales o federales.

### Underwriter
Una vez que se haya establecido el municipal advisor y el bond counsel, trabajarán juntos para identificar el underwriter que se encargará de gestionar la distribución de los bonos. El underwriter es un intermediario financiero que públicamente administra la emisión y distribuye los bonos. Como tal, sirven de puente entre la parte compradora y vendedora en el proceso de emisión de bonos. El underwriter conecta a los emisores con los potenciales compradores y determina el precio al que se ofrecen los bonos. De este modo, la mayoría de los underwriters asumirán plenamente el riesgo y la responsabilidad de distribución y venta de los bonos emitidos por el organismo emisor. Así, los underwriters desempeñan un papel central al estipular el rendimiento y los periodos de  vencimiento, generalmente cobran comisiones a cambio de sus servicios. Si el precio se fija incorrectamente, el underwriter se queda con la titularidad de los bonos.
El underwriter, en su papel de indicador del precio, también actúa como socio estratégico del equipo emisor, analizando las condiciones del mercado y el comercio, para ayudar a decidir cómo y cuándo se deben vender los bonos. En muchos casos, habrá un co-director, que trabajará con el underwriter para ayudar a proporcionar el capital para la compra de la emisión. En las grandes emisiones, el (los) underwriter (s) con frecuencia formarán un sindicato o grupo de ventas. Este consistiría en un grupo de vendedores de bonos expertos en el arte de determinar el precio correcto para una emisión y un grupo de inversores que estará dispuesto a comprar los bonos.

### Los brókers
Los brókers son los intermediarios entre el underwriter y los titulares reales de los bonos, los profesionales financieros que responden a las órdenes de compra. En la mayoría de los casos, los underwriters comunicarán y venderán sus vencimientos a través de múltiples brókers. El bróker busca distribuir los bonos que le suministra el underwriter a un pequeño porcentaje de beneficio. Debido a los actuales sistemas heredados del mercado de bonos, la distribución y venta es un proceso manual que requiere una enorme sobrecarga de trabajo y papeleo.  Así, la mayoría de los brókers de bonos municipales sólo le venden a personas y empresas con alto patrimonio neto que buscan comprar grandes cantidades de bonos. Sin embargo, muchas de las personas con vínculos directos con las comunidades afectadas no pueden contribuir con sus gobiernos locales, dado que tienen poco o ningún acceso al rentable mercado de bonos.

### Titular del bono (individual y sindicato)
Los titulares de los bonos municipales pueden comprar bonos ya sea al emisor o al bróker en el momento de la emisión (en el mercado primario) o a otros titulares en algún momento después de la emisión (en el mercado secundario). A cambio de una inversión inicial, el titular del bono recibe unos pagos a lo largo del tiempo que constan de un interés sobre el capital invertido y un retorno del propio capital invertido (véase bono).
Los calendarios de reembolso difieren de acuerdo al tipo de bono emitido. Los bonos municipales generalmente pagan intereses semestrales. Los bonos a más corto plazo normalmente pagan intereses solo al vencimiento; los bonos a más largo plazo se amortizan generalmente a través de pagos anuales de capital. Los bonos a más largo plazo y a más corto plazo a menudo se combinan en una única emisión que requiere que el emisor realice pagos aproximadamente nivelados anuales de interés y de capital. Ciertos bonos, conocidos como cupón cero o de revalorización del capital, acumulan intereses hasta el vencimiento, momento en el que vencen tanto los intereses como el capital.

## Plataformas de bonos modernas
Durante la última década, muchos participantes del mercado tanto nuevos como tradicionales, han empezado a emplear soluciones tecnológicas actuales en el mercado municipal que solucionan muchos de los problemas asociados al mercado del bono municipal. La aparición de productos como los bonos municipales de pequeña denominación, por ejemplo, es el resultado de nuevas plataformas de financiación de bonos. Dichos productos también abren el mercado muni a compradores de medianos ingresos que de otra manera no podrían pagar el gran precio mínimo de $5000 en el que generalmente se agrupan los bonos. La idea general con las plataformas modernas es aprovechar la tecnología para que el mercado sea más sensible a los inversionistas, más financieramente transparente y por último, más fácil para emisores y compradores. Muchos creen que, de esta manera, más personas participarán en la compra de  muni bonds y así, el costo de emisión de deuda se reducirá para los emisores.

## Características de los bonos municipales

### Imponibilidad
Una de las principales razones por la que los bonos municipales se analizan de manera separada de otros tipos de bonos es por su característica especial de proporcionar ingresos exentos de impuestos. Los intereses que paga el emisor al titular del bono a menudo son excluibles del ingreso bruto con propósitos de impuestos federales, como también los estatales o locales, depende de la ubicación del emisor, que se ve sujeto a ciertas restricciones. Los bonos emitidos para determinados propósitos están sujetos al impuesto mínimo alternativo como una partida de preferencia fiscal.
El tipo de proyecto o proyectos que se financian afecta los impuestos sobre los ingresos recibidos a través de los bonos. Las ganancias por intereses sobre los bonos que financian proyectos que se construyen para el bien común, generalmente son exentos de impuestos federales sobre la renta, mientras las ganancias de intereses sobre bonos emitidos para financiar proyectos que beneficien parcial o completamente solo a particulares, algunas veces denominados private activity bonds (bonos para actividades privadas) o PABs,  pueden estar sujetos al impuesto federal sobre la renta. Sin embargo, los bonos para actividades privadas calificadas, ya sea que los emita una unidad gubernamental o una entidad privada, son exentos de impuestos federales sobre la renta, porque los bonos financian servicios o instalaciones que, si bien cumplen con lo que se considera actividad privada, son necesarios para un gobierno. Véase la lista de tales proyectos en la sección 141 del código del IRS (por sus siglas en inglés).
Los compradores deben ser conscientes de que no todos los bonos municipales son exentos de impuestos y no todos los bonos exentos de impuestos son exentos de todos los impuestos federales y estatales. Las leyes que rigen la tributación de los ingresos por bonos municipales son complejas. A nivel federal están contenidas en el código IRS (secciones 103, 141-150) y las reglas promulgadas en virtud del mismo. Además, se aplican normas especiales a ciertos tipos de inversores (por ejemplo, instituciones financieras y compañías de seguros de bienes y riesgos diversos) o en ciertas situaciones. Por ejemplo, no existe un código de exención IRS para el capital u otras ganancias recibidas de la venta de bonos municipales, y se aplican normas especiales para el descuento del mercado secundario y el descuento de emisión original de los mismos. Cada estado tendrá sus propias normas que rigen qué bonos, si los hay, son exentos de impuestos estatales. Para los bonos ofrecidos públicamente y la mayoría de colocaciones privadas, en el momento de la emisión se emitirá un dictamen jurídico que indicará que los intereses de los bonos son exentos de impuestos; estos dictámenes no suelen abordar el régimen fiscal de la garantía. Los documentos de oferta, como la declaración oficial o un memorando de colocación, contendrán más información sobre el régimen fiscal de los intereses sobre los bonos. Los inversores deben ser conscientes de que también existen requisitos de cumplimiento posteriores a la emisión que se deben cumplir para garantizar que los bonos se mantengan exentos de impuestos. El IRS tiene una sección específica en su sitio web www.irs.gov, dedicada a los bonos exentos de impuestos y al cumplimiento de los requisitos federales.

### Tasas de interés
Los bonos municipales tienen tasas de interés mucho más altas comparadas con sus contrapartes aseguradas por la FDIC (por sus siglas en inglés): los CD (certificados de depósito), cuentas de ahorro, cuentas del mercado monetario y otros. Durante los últimos cinco años, el rendimiento medio de las tasas de interés sobre los bonos municipales se ha mantenido en torno al 4,5%, mientras que los CD de plazos similares han estado al 1,5%. Entre otros factores, esto es el resultado de los periodos de retorno más largos y fijos. A diferencia de las acciones y otras inversiones sin fecha, los bonos municipales tienen tasas fijas y son mucho menos líquidos. Como regla general, los bonos municipales con mayor tiempo de vencimiento tienen tasas de cupón más altas.

### Liquidez
Históricamente, los bonos municipales han sido uno de los activos con menor liquidez en el mercado. Mientras que las acciones se pueden comprar y vender en segundos en las plataformas bursátiles, dada la actual ausencia de plataformas de mercado secundario generalizadas para el intercambio de acciones, los bonos municipales son mucho más difíciles de maniobrar. Al mismo tiempo, el monto mínimo de inversión para las acciones es normalmente de menos de $500 y alrededor de $1000 para los CD y los mercados monetarios; en comparación, los bonos municipales tienen un promedio más alto de cobertura de compra mínima de $5000. Estos montos de inversión mínima anteriormente impedían a muchas personas invertir en bonos.

### Garantía
La tasa histórica de incumplimiento de los bonos municipales es inferior a la de los bonos corporativos. The Municipal Bond Fairness Act (HR 6308) (Ley de Equidad de los Bonos Municipales), introducida el 9 de septiembre de 2008, incluía un cuadro que mostraba las tasas de incumplimiento hasta 2007, de los bonos municipales frente a los corporativos por clasificación y por agencia de calificación. 

### Denominaciones
La mayoría de notas y bonos municipales se emiten en denominaciones mínimas de $5,000 o en múltiplos de $5,000.

## Riesgos y seguros
El riesgo ("la garantía") de los bonos municipales mide qué probabilidad existe de que el emisor realice todos los pagos a tiempo y en su totalidad, según lo prometido en el contrato entre el emisor y el titular de los bonos (los "documentos de los bonos"). Los diferentes tipos de bonos están garantizados por diversos tipos de fuentes de pago, que se basan en las promesas estipuladas en los documentos de los bonos:
- Los bonos de obligación general  prometen reembolsar sobre la base de plena fe y crédito del emisor; estos bonos generalmente se consideran el tipo más seguro de los bonos municipales y por eso llevan a la tasa de interés más baja.
- Los bonos de ingresos  prometen el reembolso por un determinado flujo de ingresos futuros, tales como los ingresos generados por una empresa de servicio de agua por los pagos de sus clientes.
- Los bonos de evaluación prometen el reembolso basado en la liquidación de los impuestos a la propiedad de los bienes ubicados dentro de los límites del emisor.

Además, hay otros tipos de bonos municipales con diferentes promesas de garantía.
Un revisor independiente o "agencia de calificación" es quien suele determinar la probabilidad de pago según lo pactado. Las tres principales agencias de calificación de bonos municipales en los Estados Unidos son Standard & poor's, Moody's y Fitch. Los emisores pueden contratar estas agencias para obtener una calificación de bonos Archivado el 18 de febrero de 2020 en Wayback Machine., que es una valiosa información para los posibles titulares de bonos que ayuda a su venta en el mercado primario.
Los bonos municipales han tenido, tradicionalmente, una muy baja tasa de mora, ya que están respaldados por ingresos procedentes de servicios públicos (bonos de ingresos), o por el poder para cobrar impuestos por parte del estado y del gobierno local (bonos de obligación general). Sin embargo, las fuertes caídas en las tasaciones inmobiliarias resultantes de la crisis hipotecaria de 2009 han llevado a tensiones en las finanzas estatales y locales, lo que podría conducir a incumplimientos municipales. Por ejemplo, Harrisburg, PA, cuando se enfrentó la caída de los ingresos, omitió varios pagos de bonos sobre la incineración de residuos municipales para energía y no presupuestó más de $68 millones para las obligaciones relacionadas con este servicio público. La perspectiva de quiebra municipal del Capítulo 9 fue planteada por el interventor de Harrisburg, a pesar de que el alcalde se opuso.
Los estados de Estados Unidos tienen una deuda total combinada de estado y de gobierno local de 3 billones de dólares y otros 5 billones de dólares en pasivos no financiados.

## Análisis del retorno

### Comparación con los bonos corporativos
Debido a que los bonos municipales suelen estar exentos de impuestos, la comparación de las tasas de cupón de los bonos municipales con los bonos corporativos u otros bonos gravables puede ser engañosa. Los impuestos reducen la renta neta de los bonos gravables, lo que significa que un bono municipal exento de impuestos tiene un mayor rendimiento después de impuestos que un bono corporativo con la misma tasa de cupón.
Esta relación se puede representar matemáticamente de la siguiente manera:
{\displaystyle r_{m}=r_{c}(1-t)\,}
donde
- rm = tasa de interés del bono municipal
- rc = tasa de interés del bono corporativo comparable
- t = tasa de impuesto

Por ejemplo, si rc = 10%  y t = 38%, entonces
rm = (10%)(100% - 38%) = 6,2%
Por lo tanto, un bono municipal que paga un 6,2%  genera los mismos ingresos por intereses después de impuestos que un bono corporativo que paga el 10% (suponiendo que todo lo demás sea igual).
La tasa impositiva marginal t en la que el inversionista es indiferente entre poseer un bono corporativo con rendimiento rc y un bono municipal con rendimiento rm es:
{\displaystyle t=1-{\frac {r_{m}}{r_{c}}}.}
Para todos los inversores que estén ante una tasa marginal mayor que t, es mejor invertir en el bono municipal que en el bono corporativo.
Como alternativa, se puede calcular el rendimiento gravable equivalente de un bono municipal y compararlo con el rendimiento de un bono corporativo de la siguiente manera:
{\displaystyle r_{c}={\frac {r_{m}}{(1-t)}}}
Debido a que los bonos municipales con mayor plazo de vencimiento tienden a ofrecer un rendimiento significativamente mayor que los bonos corporativos con la misma calificación de crédito y vencimiento, los inversionistas en tramos impositivos más altos pueden estar motivados para arbitrar bonos municipales contra bonos corporativos, con el uso de una estrategia llamada arbitraje de bonos municipales.
Algunos de los bonos municipales están asegurados por las compañías de seguros monolínea que asumen el riesgo de crédito de estos bonos por una pequeña comisión.

## Reglamentación jurídica

### Historia
La Corte Suprema de Justicia de los Estados Unidos sostuvo en 1895 que el gobierno federal, en virtud de la Constitución de los Estados Unidos,  no tenía el poder para gravar los intereses sobre los bonos municipales. Pero, en 1988, la Corte Suprema declaró que el Congreso podía gravar los ingresos por intereses sobre los bonos municipales, si así lo deseaba, ya que la Constitución no protege la exención fiscal sobre los mismos. En este caso, la Corte Suprema declaró que la decisión contraria de la Corte en 1895 en el caso de Pollock v. Farmers' Loan & Trust Co.  había sido "anulada efectivamente por la jurisprudencia posterior".
La Revenue Act (ley tributaria) de 1913 por primera vez codificó la exención de intereses sobre los bonos municipales del impuesto federal sobre la renta.
La ley de reforma tributaria de 1986 redujo considerablemente las actividades privadas que se pueden financiar con ingresos de bonos exentos de impuestos.
La IRC 103(a), es la disposición legal que excluye los intereses sobre los bonos municipales del impuesto federal sobre la renta . A partir de 2004, sin embargo, otras normas como las relativas a los bonos de actividad privada, se encuentra en las secciones 141-150, 1394, 1400, 7871.

### Divulgación de información a los inversionistas
Información clave acerca de nuevas emisiones de bonos municipales (incluyendo, entre otras cosas, los valores comprometidos para el reembolso de los bonos, las condiciones de pago de intereses y capital de los bonos, el estado de exención de impuestos, e información financiera y operativa relevante acerca del emisor de los bonos)  se encuentra generalmente en el comunicado oficial del emisor. Los comunicados oficiales generalmente se encuentran disponibles de forma gratuita en el   Electronic Municipal Market Access system (EMMA) (Sistema electrónico de acceso al mercado municipal) en http://emma.msrb.org operado por el Municipal Securities Rulemaking Board  (MSRB) (Comité de Reglamentación de Títulos y Valores Municipales). Para la mayoría de los bonos municipales emitidos en los últimos años, también se obliga al emisor a suministrar divulgación continua al mercado, incluida la información financiera anual y avisos de la presencia de ciertos eventos importantes (avisos de mora, reducción de la calificación crediticia,  acontecimientos de gravabilidad, etc.). La divulgación continua está disponible de forma gratuita en el EMMA continuing disclosure service (servicio de divulgación continua).